# I Feel Love
" I Feel Love " là một bài hát của Donna Summer. Được sản xuất và đồng sáng tác bởi Giorgio Moroder và Pete Bellotte, nó được thu âm cho album phòng thu thứ năm I Remember Yesterday của Summer (1977). Khái niệm album là để mỗi ca khúc gợi lên một thập kỷ âm nhạc khác nhau; đối với "I Feel Love", nhóm nghiên cứu nhằm tạo ra một bài hát có âm hưởng tương lai, sử dụng bộ tổng hợp Moog.
"I Feel Love" đã được phát hành vào ngày 1 tháng 5 năm 1977, ngay trước khi phát hành album, với tư cách là B-side cho đĩa đơn "Can We Just Sit Down (And Talk It Over)", lên tới # 20 trên Bảng xếp hạng R&B của Mỹ. Hai tháng sau, hai bài hát của đĩa trên được đảo vị trí và đĩa đơn được phát hành lại. "I Feel Love" đạt vị trí thứ sáu trên Billboard Hot 100 tại Hoa Kỳ và đứng đầu các bảng xếp hạng ở Úc, Áo, Bỉ, Pháp, Ý, Hà Lan và Vương quốc Anh.
"I Feel Love" trở nên phổ biến trong thời kỳ nhạc vũ trường, gây ảnh hưởng tới những nghệ sĩ có ảnh hưởng như David Bowie, Brian Eno, Human League và Blondie. Thời báo Tài chính ghi nhận đây là "một trong những bản thu âm có ảnh hưởng nhất từng được tạo ra", đặt nền móng cho nhạc khiêu vũ điện tử. Năm 2011, Thư viện Quốc hội đã thêm bài hát này vào Cơ quan Lưu trữ Ghi âm Quốc gia với tư cách có nội dung "quan trọng về mặt văn hóa, lịch sử hoặc thẩm mỹ".

## Bảng xếp hạng
| Chart (1977–1978)               | Peak position |
| ------------------------------- | ------------- |
| Australia (Kent Music Report)   | 1             |
| Áo (Ö3 Austria Top 40)          | 1             |
| Bỉ (Ultratop 50 Flanders)       | 1             |
| Canada Top Singles (RPM)        | 4             |
| Đức (GfK)                       | 3             |
| Ireland (IRMA)                  | 9             |
| Italy (Hit Parade Italia)       | 3             |
| Hà Lan (Dutch Top 40)           | 1             |
| Hà Lan (Single Top 100)         | 1             |
| New Zealand (Recorded Music NZ) | 2             |
| Na Uy (VG-lista)                | 8             |
| South Africa (Springbok Radio)  | 6             |
| Spain (PROMUSICAE)              | 5             |
| Thụy Điển (Sverigetopplistan)   | 5             |
| Thụy Sĩ (Schweizer Hitparade)   | 2             |
| Anh Quốc (OCC)                  | 1             |
| US Billboard Hot 100            | 6             |
| US Easy Listening (Billboard)   | 45            |
| US Hot Soul Singles (Billboard) | 9             |
| US Cash Box Top 100             | 4             |

| Chart (1977)                         | Rank |
| ------------------------------------ | ---- |
| Australia (Kent Music Report)        | 17   |
| Canada Top Singles                   | 55   |
| Italy Top Singles                    | 4    |
| New Zealand (Recorded Music NZ)      | 20   |
| UK Singles (Official Charts Company) | 7    |
| US Cash Box Top 100                  | 57   |